# Vida robada (telenovela de 1961)
Vida robada es una telenovela mexicana que se transmitió por el Canal 2 de Telesistema Mexicano (hoy el Canal de las Estrellas de Televisa) en 1961, con episodios con duración de 30 minutos. Dirigida por Ernesto Alonso y protagonizada por Claudio Brook. La telenovela está grabada en blanco y negro, y estuvo bajo la producción de Telesistema Mexicano S.A.

## Elenco
- Beatriz Aguirre
- Claudio Brook
- Eva Calvo
- Carlos Petrel
- Magda Guzmán
- Luis Bayardo
- Ada Carrasco
- Armando Calvo

## Producción
- Director: Ernesto Alonso
- Productor general: Sr.Ernesto Alonso